# Micromostri con Barbascura X
Micromostri con Barbascura X è un programma televisivo italiano, andato in onda su DMAX.
Il programma andava in onda di sabato, in prima serata, con la conduzione di Barbascura X.
Entrambe le stagioni sono disponibili in streaming oltre che sul sito discovery+ anche su Prime Video.

## Edizioni

### Prima edizione
| Episodio | Nome                           | Prima TV Italia |
| -------- | ------------------------------ | --------------- |
| 1        | Il miglior attacco è la difesa | 27 marzo 2021   |
| 2        | Il buono e il brutto           | 3 aprile 2021   |
| 3        | Chimica animale                | 10 aprile 2021  |

### Seconda edizione
| Episodio | Nome                                | Prima TV Italia   |
| -------- | ----------------------------------- | ----------------- |
| 1        | Il rilassato e il caffeinomane      | 25 settembre 2021 |
| 2        | L'alieno puccioso e il ratto schifo | 2 ottobre 2021    |
| 3        | Assassini perfetti                  | 9 ottobre 2021    |